# Juan Rubén Martinez
Juan Ribén Martinez (ur. 20 stycznia 1953 w Vicente López) – argentyński duchowny rzymskokatolicki, od 2001 biskup Posadas.

## Życiorys
Święcenia kapłańskie przyjął 22 grudnia 1979 i został inkardynowany do diecezji San Isidro. Był m.in. rektorem seminarium w Resistencia (1985-1994) oraz duszpasterzem młodzieży.

### Episkopat
12 lutego 1994 papież Jan Paweł II mianował go biskupem diecezji Reconquista. Sakry biskupiej udzielił mu 19 marca tegoż roku ówczesny ordynariusz diecezji San Isidro, bp Jorge Casaretto. Prekonizowany biskupem Posadas 25 listopada 2000, objął urząd 10 marca 2001.